# Senior Váci Kötöttárugyár
A Senior Váci Kötöttárugyár jogelődjét, az Első Magyar Szövő- és Kötőgyár Rt.-t 1885-ben Leichtner Benő Budapesten alapította meg. A részvénytársasában több nagyiparos is részt vállalt. A vállalkozás 1889-ben költözött át Vácra. Ez volt Magyarországon az első kötöttárugyár, amit 1982-től használt elnevezésében (Senior Váci Kötöttárugyár) a „Senior” szóval fejeztek ki. A gyár a Váci Kötöttárugyár nevet az 1948. március 26-án történt államosítása után vette fel. A Senior név utóbb a gyár sport- és szabadidő-ruházati termékeinek márkaneve lett.
Az 1960–1980-as években nagy sikerrel működő, a hazai textiliparban jelentős szerepet játszó vállalat 1998-ban csődközeli állapotba került és végül 2000-ben a céget felszámolták.

## 1889–1945

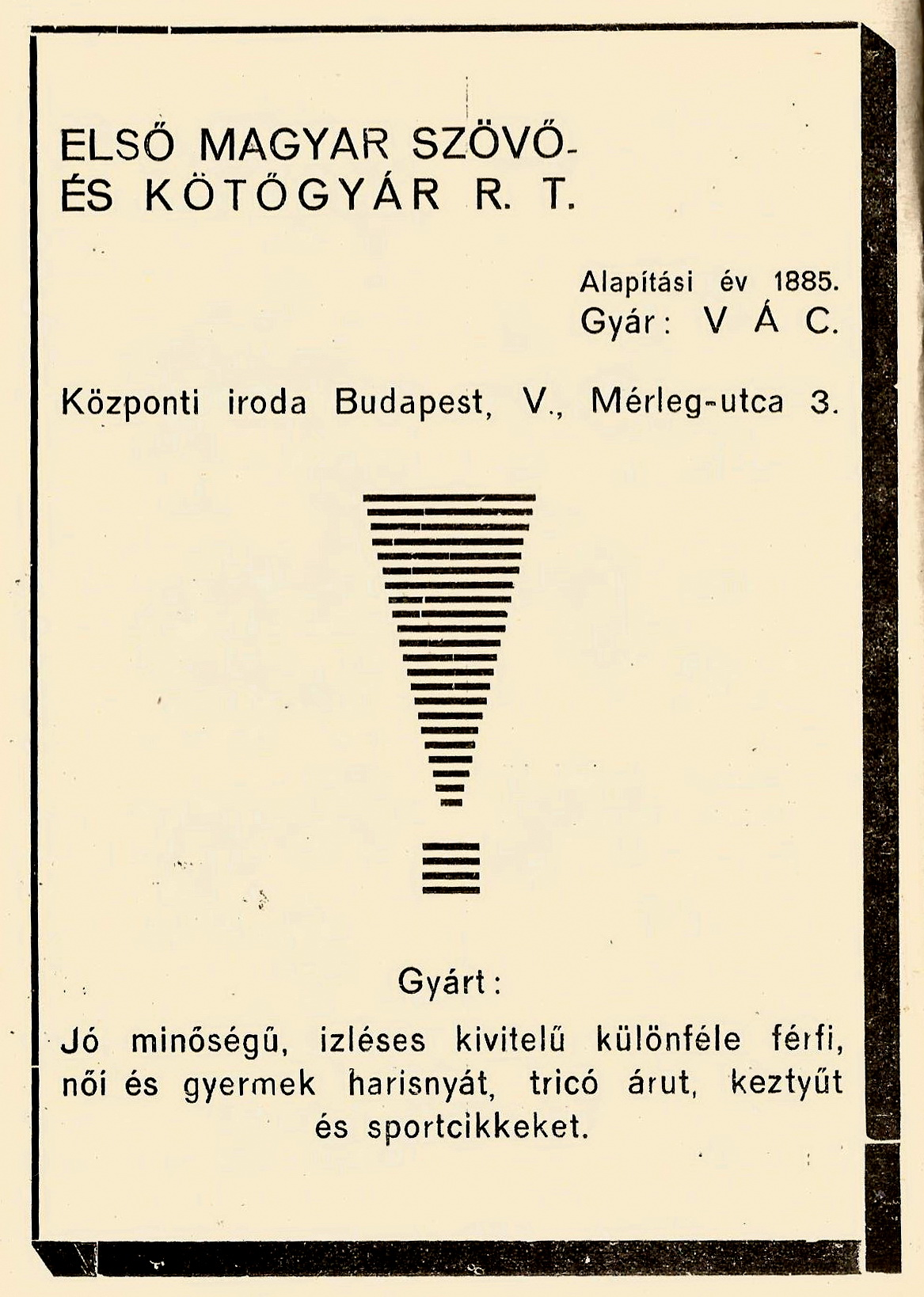
Az Első Magyar Szövő és Kötőgyár Rt. hirdetése (1937)

Az 1800-as években Vác lakosságának jelentős része szőlőtermesztésből fedezte megélhetését. Emellett számos kisiparos is működött a városban, bár gyár nem volt a településen. Az évszázad végére azonban egy súlyos filoxéra járvány megtizedelte a termést és tömegek váltak munkanélkülivé. A város vezetősége nagy erővel igyekezett megoldást találni a helyzetre.
Ez idő tájt keresett Leichtner Benő Budapesten 1885-ben alapított gyárának új telephelyet termelésének bővítésére. Vác földrajzi, közlekedési adottságai, a kínálkozó olcsó munkaerő kedvezőknek látszottak számára. Hamarosan meg is egyezett a város vezetésével, amely ingyenesen bocsátotta rendelkezésére azt a területet, ahova gyárát felépíthette. 1889. október 28-án átadták a város első modern gyárát Első Magyar Szövő- és Kötőgyár Rt. néven, amely számos családnak kínált munkalehetőséget. Mellettük a Váci Fegyház által a gyár rendelkezésére bocsátott 100 fegyenc is dolgozott.
A gyár jól prosperált, állandóan bővítették, korszerűsítették, többször tőkét emeltek. Kezdetben főként körhurkolt kelmékből bolyhos alsóneműt, trikókat, valamint körkötőgépeken harisnyát, síkkötőgépeken kötött kesztyűt készítettek. Termékeik kelendők voltak. Ezeket részben belföldön értékesítették, de emellett exportálták is: Egyesült Királyságba, Kis-Ázsiába, Ausztriába, Boszniába, Hercegovinába szállítottak. 1896-tól a hadsereg részre is szállítottak alsóruházati cikkeket és kesztyűket. Az 1896. évi millenniumi kiállításon termékeik és tevékenységük elismeréséért aranyérmet kaptak. 1896-ban Selmecbányán, 1899-ben Kőszegen és Iglón létesítettek fióktelepet. Ekkor a váci gyárban és fióktelepein összesen 500 munkást (többségükben nőket) foglalkoztattak, ezenkívül sok munkát otthon dolgozó munkásokkal végeztettek el. A nehéz munkakörülmények (napi 14 óra munkaidő!), az alacsony bérek és a késések és más „fegyelemsértések” miatt kiszabott magas pénzbüntetések okán az 1900-as években több megmozdulásra került sor, 1903-ban és 1905-ben többhetes sztrájk is kitört.
Az első világháború idején nyersanyag- és szénhiány nehezítette a gyár munkáját, amelynek elsősorban katonai megrendeléseket kellett teljesítenie. 1919-ben Vácott is győzött a proletárdiktatúra, a munkások lemondásra kényszerítették a gyárigazgatót és átvették a gyár igazgatását.
A háborút követő évtizedekben a textilipar Magyarország egyik legfontosabb iparága lett, a textilipar részesedése az ipar termelési értékében az 1921. évi 5,6%-ról 1939-re 16%-ra emelkedett! Ebben az időszakban a gyár vezetését külföldről bevándorolt vagy külföldről meghívott (cseh, német) szakemberek látták el, a fontosabb szakmunkákat is idegenek végezték. 1920-ban 141-en, 1930-ban már 348-an dolgoztak a gyárban. Jelentős beruházásokat, fejlesztéseket hajtottak végre. Mivel a gyár termékeihez jelentős mennyiségű vigonyfonalat  használt fel, ezért vigonyfonodát rendeztek be. Új gépeket állítottak üzembe, bővítették a gyárépületet. 1927-ben üzembe helyeztek egy új kesztyűgyártó részleget, 1928-ban újabb harisnyakötőgépet vásároltak, annak ellenére, hogy ekkor már a síkhurkolt harisnyák sokkal keresettebbek voltak.
Az 1929–1933 években lezajlott gazdasági világválság idején a piac megcsappanása miatt a gyár tevékenységének szűkítésére, munkáselbocsátásokra kényszerült. (A munkáslétszám a válság első évében 516 volt.) A válság ellenére bővíteni tudták exporttevékenységüket: különböző nyugat-európai országokban értek el üzleti sikereket. Tovább bővítették a kesztyűgyártást. 1931-re a gyár vezetőségének be kellett látnia, hogy a körkötött pamutharisnyák már nem versenyképesek a síkhurkológépeken gyártott selyem- és műselyemharisnyákkal szemben, harisnya-körkötőgépeik jelentős részét le kellett állítaniuk. Az 1930-as években a különböző, addigra elavulttá vált kötőgépek jelentős részét kiselejtezték. A vállalat nehéz helyzete 1935-ig tartott, jóformán minden évet veszteséggel zártak.
A világgazdasági válság és az azt követő depressziós időszak, de különösen a második világháború konjunkturális időszaka (1941–1943) a váci kötöttárugyárban is előtérbe helyezte a korszerű technológia és üzemvezetés kérdéseit. Újfajta, bár használt gépeket (lánchurkológépeket, síkhurkológépeket) szereztek be, de újakat is vásároltak, új technológiai eljárásokat vezettek be. Korszerűsítették a kazánüzemet. Bővítették a gyártmányszerkezetet: sportfelszerelési cikkeket (labdarúgómezeket, sportszárakat) kezdtek gyártani, bár meglehetősen kezdetleges konfekcionálási technológiával. 1943-ban korszerűsítették és bővítették a fonodát, további kötőgépeket vásároltak (azonban ezek felállítására a háborús események miatt már nem került sor). Elterjesztették az üzemben a gépek egyedi villamos hajtását. (Korábban gőzgéppel hajtott transzmissziós hajtást alkalmaztak, a transzmissziós tengelyről több, egymás mellé állított gépet hajtottak.)
1944 novemberében a magyar kormány elhatározta, hogy a sok más üzemmel együtt a váci kötöttárugyárat is Nyugatra telepítik. November 17-én kapott a gyár cégvezetője, Körössényi Ferenc ilyen irányú utasítást, de a gyár munkásainak sikerült elérniük, hogy kiürítésnél javarészt a régi gépeket szállítsák el. A gépeket uszályra rakták, amely 1945. január 4-én megérkezett Kremsbe, innen továbbszállították Linzbe, majd Passauba. A német vereség után a szállítmány itt amerikai parancsnokság alá került. Az amerikai megszálló hatóság az uszály tartalmát mint igazolt magánvagyont (részvénytársasági vagyont) kezelte, így megmenekült a lefoglalástól és a fosztogatástól. A gépekkel Linzben „Wirkwarenfabrik, Franz Körössényi, Linz-Donau” néven üzemet alapítottak, amely 1946 márciusától már mint Erste Ungarische Strick- und Wirkwaren-Fabrik AG működött tovább kb. egy évig, felszámolásáig. Az illetékes hatóságok hosszú tárgyalásainak eredményeként az amerikai hatóság 1946 decemberében ígéretet tett a javak visszaadására és a rakomány 1947 június 3-án végül visszakerült Vácra.

## 1945–1948
A hadi cselekmények elcsitultával a gyár Vácon maradt része 436 fővel azonnal megkezdte a működését. A termelés hónapról hónapra fokozatosan emelkedett. 1945 júliusáig bezárólag az üzem a szovjet hadsereg számára szállította termékeit. 1945 nyarán a szovjet katonai parancsnokság átadta a gyárat korábbi tulajdonosának, Gönczi Ferencnek, aki ügyesen, hozzáértően vezette az üzemet az 1948. március 26-án végrehajtott államosításig.

## 1948–1970
1948 tavaszától az első ötéves terv (1950–1954) indulásáig országosan és a kötőipari ágazatban is áttértek az ún. szocialista termelésre. A kötőipar jelentős részét az államosítás előtt kisüzemek alkották. A nagyobb üzemek – egy-két harisnyagyár kivételével – teljesen vegyes profilúak voltak. Az államosítás után a kis- és középüzemeket felszámolták, gépeiket a nagyobb vállalatokhoz telepítették, amelyeknél egységes gép- és gyártási profilt igyekeztek létrehozni. Ez a folyamat 1954 végéig zajlott le. A kötőiparban az 1938-ban működő vállalatok számának aránya 1950-ben 23%-ra, 1954-ben 13%-ra csökkent. Ugyanekkor a kötőipari vállalatoknál dolgozó átlagos munkáslétszám az 1938. évi 98-ról 1954-ben 658-ra emelkedett.
A váci üzemben – amelyet ekkor már Váci Kötöttárugyárnak neveztek – a munkát az akkori gazdasági nehézségek, a nyersanyaghiány, a szervezetlenség nehezítette. A gyárban 1952-ben megszüntették a harisnyagyártást, egységes körhurkológépi profilt és ennek megfelelő gyártmányösszetételt hoztak létre. Gyermek és felnőtt melegítőruhák alkották a fő termékcsoportot, amelyek kelméjét körhurkológépeken állították elő. (Ez a gyártmányprofil maradt jellemző később is a vállalatra, egészen fennállásáig, ha utóbb korszerűbb gyártási eljárások alkalmazásával is.) Ebben az időszakban a vállalat több, szociális célú beruházást is végrehajtott (öltözők, mosdók létesítése, szellőzőberendezések felszerelése). 1955-ben is tovább folytatódtak az előző években megkezdett felújítások, beruházások (födémcsere a konfekcióüzemben, új, korszerű, szigetelt vasbeton tetőszerkezet építése a festödében), de gépcseréket is végrehajtottak a termelőüzemekben.
Az 1956-os forradalom okozott ugyan zavarokat a vállalat működésében, sztrájkok is előfordultak, az anyag- és energiaellátási nehézségek károkat okoztak, de végül is a termelés csak kis mértékben maradt el az előző évihez képest. A termelést bővítő beruházásokat 1957-ben is folytatták. Főleg korszerű csévélőgépekkel és varrógépekkel gazdagodott a vállalati géppark, amelyek részben hazai gyártásúak, de főleg szovjet és német berendezések voltak. Korszerűsítették a festöde-kikészítő üzem gőzellátását is. A kedvező műszaki és gazdasági feltételek egyenletes fejlődést biztosítottak és nemcsak a termelés mennyiségére, hanem a termékek minőségére is jó hatást gyakoroltak.
A növekvő fogyasztói igények kielégítésére jelentős gyártmánybővítést hajtottak végre, ami különösen a vállalat termelésének zömét alkotó tréningruhagyártást érintette. Új modelleket terveztek és a tréningruhák tartósságának növelése érdekében 1959-ben megkezdték a szintetikus szálasanyagok bekeverésével készült változatok gyártását. Megháromszorozták a nejlonból készült női divatkesztyűk termelését.
Az 1948–1960 közötti időszakban a vállalat hatalmas fejlődésen ment keresztül, az iparág legnagyobb kötöttárugyárai közé küzdötte fel magát. Országos szinten a bolyhozott, meleg pamut alsóruházati cikkek és tréningruhák, szabott téli és szintetikus fonalból készült divatkesztyűk úgyszólván egyedüli előállítója volt. Termékei belföldön és számos külföldi piacon is nagy népszerűségnek örvendtek. Az export területei: Irak, Ciprus, Jordánia, Szovjetunió, Afrika, Málta, Gibraltár, Egyesült Királyság, Ausztrália), Kisázsia, Franciaország, Hollandia, Lengyelország, Dánia, Svédország, Norvégia és Izland. Még az Adidas is itt gyártatta szabadidőruháinak bizonyos modelljeit.
Ezekben az években a vállalat dolgozóinak helyzete is nagymértékben javult. Nőtt a keresetük, javultak a munkakörülményeik, szociális ellátottságuk. A gyár bölcsődét, napköziotthont működtetett. Nagy gondot fordítottak a munkavállalók szakmai képzésére, berendezkedtek szakmunkás- és iparitanuló-képzésre. Szívesen áldoztak kulturális célokra és segélyezésre.
A magyar textiliparban az 1970-es évekre a textilipari rekonstrukció nyomta rá a bélyegét. Ebben a többéves folyamatban valamennyi textilgyárban jelentős korszerűsítések, gépcserés beruházások zajlottak. Ez természetesen a Váci Kötöttárugyárra is vonatkozott, aminek eredményeként a vállalat a hazai kötőipar egyik legnagyobb vertikális vállalata lett. A gépi beruházások keretében a Német Demokratikus Köztársaságból (NDK), a Német Szövetségi Köztársaságból (NSZK) és Csehszlovákiából, Japánból, Olaszországból vásároltak korszerű kötő-, kikészítő- és konfekciógépeket és ezek segítségével a gyártástechnológiát tökéletesítették, javították a termékminőséget. A vállalat fő profilját a pamut/poliamid keverékű anyagból készült tréning- és szabadidő-ruházati termékek alkották. A mindenkori divatigényeknek megfelelően sokféle fazonban készültek, a színtartó kelmeösszetétel lehetővé tette a több színkombinációból álló modelleket is.
Ebben az időszakban a vállalat több vidéki telephelyet is létesített konfekció kapacitásának bővítésére (Vámosmikola, Jászapáti, Kazár és Pásztó).
Az 1980-as évekre már 2700 embernek adott munkát a gyár és évente mintegy 6–7 millió konfekcionált terméket állított elő. A szabadidő-ruhákon kívül jelentős volt a pamut/poliészter anyagú, kellemes viselési tulajdonságú, könnyen kezelhető, formatartó női blúzok, pólók, továbbá a nagyrugalmasságú kelméből készült fürdőruhák, valamint a jacquard-mintás körkötött kelmékből készült szoknyák és pantallók gyártása is. 1982-ben vezették be sportruházati termékeiken a Senior márkanevet, amelynek népszerűsítését nagyban elősegítette a televízióban sugárzott napi TV-torna műsora is. A vállalat másik márkaneve a Méta volt, amelyet exkluzív termékeken alkalmaztak és ezeket csak a SkálaCoop forgalmazta. A termékek mintegy 23%-át exportálták; a legjelentősebb célországok: Egyesült Királyság, Német Szövetségi Köztársaság, Franciaország, Hollandia.
Az 1990-es évek közepére a gyár termelése erősen visszaesett. A nyugati országokból származó termékek elérhetőek lettek a magyar vásárlók számára, jelentős távol-keleti importáru áramlott be az országba – mindez azzal járt, hogy csökkent a magyar termékek iránti igény. A gyár korábbi nyugat-európai megrendelői Távol-Keletre helyezték át a gyártást, ami szintén jelentős bevételkiesést okozott nem csak a váci gyárnak, hanem az egész magyarországi textiliparnak. A tömegtermelésre berendezett gyár nem tudott kis szériákat gyártani. 1998-ban csődközeli állapotba került és végül 2000-ben felszámolták.

## A gyár utóélete
A Senior Váci Kötöttárugyár Senior és Méta márkaneveit Belicza Bea újságíró vásárolta meg és az ezzel a márkával ellátott szabadidő-ruházati termékeket a SeMe Original Kft. forgalmazta, azonban ez a cég 2017-ben végelszámolással megszűnt.
A vállalat volt kazári telephelyén 2002 óta az AXAMO Ruházati Kft. működik, amely a váci gyár számára korábban végzett tevékenységét folytatja. Női felsőruházati cikkeket gyárt külföldi megrendelők számára, ill. axamo márkanevű sport- és szabadidő-ruhákat készít.

## Jegyzet
1. ↑  A vigony - eredeti francia írásmóddal: vigogne - viszonylag durva, laza sodratú fonal, amelyet pamut-, gyapjú- és más nyersanyagú szálakból és azok hulladékaiból, kártolt fonással állítottak elő, elsősorban a hulladékok hasznosítása céljából.

## Egyéb kapcsolódó anyag
- Tv torna retro